# Lima Duarte
Lima Duarte est une municipalité de l'État du Minas Gerais au Brésil.
Sa population était estimée à 16 166 habitants en 2010 et elle s'étend sur 848,089 km2.
Elle appartient à la Microrégion de Juiz de Fora dans la Mésorégion de la Zone de la Mata.

## Histoire
Jusqu'au milieu du XVIIe siècle, la région de l'actuelle municipalité de Lima Duarte n'était qu'une zone de forêt vierge. Les premiers bandeirantes se sont installés en 1692. Ce groupe était dirigé par le prêtre João Faria Filho, alors vicaire de Taubaté et l'un des pionniers des découvertes d'or d'Ouro Preto,.
Le village fut élevé au rang de ville en 1884, par la loi provinciale nº 3629, du 30 octobre. Il portait déjà le nom de Lima Duarte, en hommage à José Rodrigues de Lima Duarte, vicomte, ministre de la Marine, conseiller d'État, député provincial et général et sénateur, important dirigeant politique du parti libéral dans la région.